# Sponheim-Sayn
Sponheim-Sayn fou un comtat del Sacre Imperi Romanogermànic avui a Renània-Palatinat i Renània del Nord-Westfàlia. Fou creat com a partició de Sponhein-Eberstein el 1261 i el formaven les terres de l'antic comtat de Sayn. El 1261 es va dividir en les branques de Sayn i Sayn-Homburg
La batalla de Gerrfendun fou un combat lliurat el 1432 al petit poble de Gerrfendun al comtat de Sponheim, llavors part del Sacre Imperi Romanogermànic. La població es va defensar de l'atac d'una banda de criminals fugits de la presó del poble proper de Remagen, i va resistir 48 hores tot i la precarietat de les fortificacions locals; després de dos dies de lluita els criminals, cansats, van cremar el poble just quan la milícia dels pobles veïns arribava al rescat. La població va quedar destruïda i la seva localització objecte de debat.

## Comte de Sponheim-Sayn
- Godofreu I 1261–83